# Matthew Williams
Pour les articles homonymes, voir Williams.
Matthew Williams (né le 5 novembre 1982 à St Asaph) est un footballeur gallois évoluant au poste d'attaquant dans le club des New Saints.

## Biographie
Né à St Asaph, au pays de Galles, Matthew Williams signe à Manchester United à l'âge de 16 ans et y demeure durant cinq saisons. En 2004, il signe à Notts County, mais n'inscrit qu'un but en 26 rencontres.
Après un prêt convaincant à Tamworth et malgré une blessure au pied qui écourte le prêt, il signe pour ce même club du centre de l'Angleterre le 30 mai 2006 pour une durée de 12 mois.
En 2008, il est prêté à Burton Albion où il marque un but dès son premier match, provoquant les louanges de son entraîneur, Nigel Clough. À l'issue de ce prêt, il signe pour Rhyl, un club gallois de Welsh Premier League avec lequel il remporte le titre de champion en 2009 et de vice-champion la saison suivante (finissant la même saison meilleur buteur du championnat). En juin 2010, il signe chez le club champion sortant, The New Saints.

## Compétitions européennes
Il fait ses débuts en Ligue des champions le 14 juillet 2009 à l'occasion de la rencontre Rhyl-Partizan Belgrade (défaite 0-4).

## Palmarès

### En club
Rhyl FC
- Championnat
  - Vainqueur : 2009.
- Coupe de la Ligue
  - Finaliste : 2010.

The New Saints FC
- Championnat
  - Vainqueur : 2012

### Distinction personnelle
- Championnat
  - Meilleur buteur : 2010.

## Statistiques
| Saison      | Club           | Pays                 | Championnat         | Coupes nationales | Coupes européennes |
| ----------- | -------------- | -------------------- | ------------------- | ----------------- | ------------------ |
| 2003 - 2004 | Notts County   | Second Division (D3) | 7 matchs            | -                 | -                  |
| 2004 - 2005 | Notts County   | League Two (D4)      | 18 matchs / 1 but   | 5 matchs          | -                  |
| 2005 - 2006 | Notts County   | League Two (D4)      | 1 match             | 1 match           | -                  |
| 2005 - 2006 | Tamworth       | Conference (D5)      | 8 matchs / 5 buts   | -                 | -                  |
| 2006 - 2007 | Tamworth       | Conference (D5)      | 31 matchs / 5 buts  | 2 matchs          | -                  |
| 2007 - 2008 | Burton Albion  | Blue SQ Premier (D5) | 10 matchs / 3 buts  | -                 | -                  |
| 2008 - 2009 | Rhyl           | Welsh Premier League | 24 matchs / 13 buts | ?                 | ?                  |
| 2009 - 2010 | Rhyl           | Welsh Premier League | 33 matchs / 20 buts | ?                 | ?                  |
| 2010 - 2011 | The New Saints | Welsh Premier League | 28 matchs / 19 buts | 4 matchs / 2 buts | 4 matchs (C1)      |
| 2011 - 2012 | The New Saints | Welsh Premier League | -                   | -                 | 2 matchs (C3)      |

Dernière mise à jour le 15 juillet 2011